# Park Drogowskazów i Słupów Milowych Cywilizacji w Witnicy

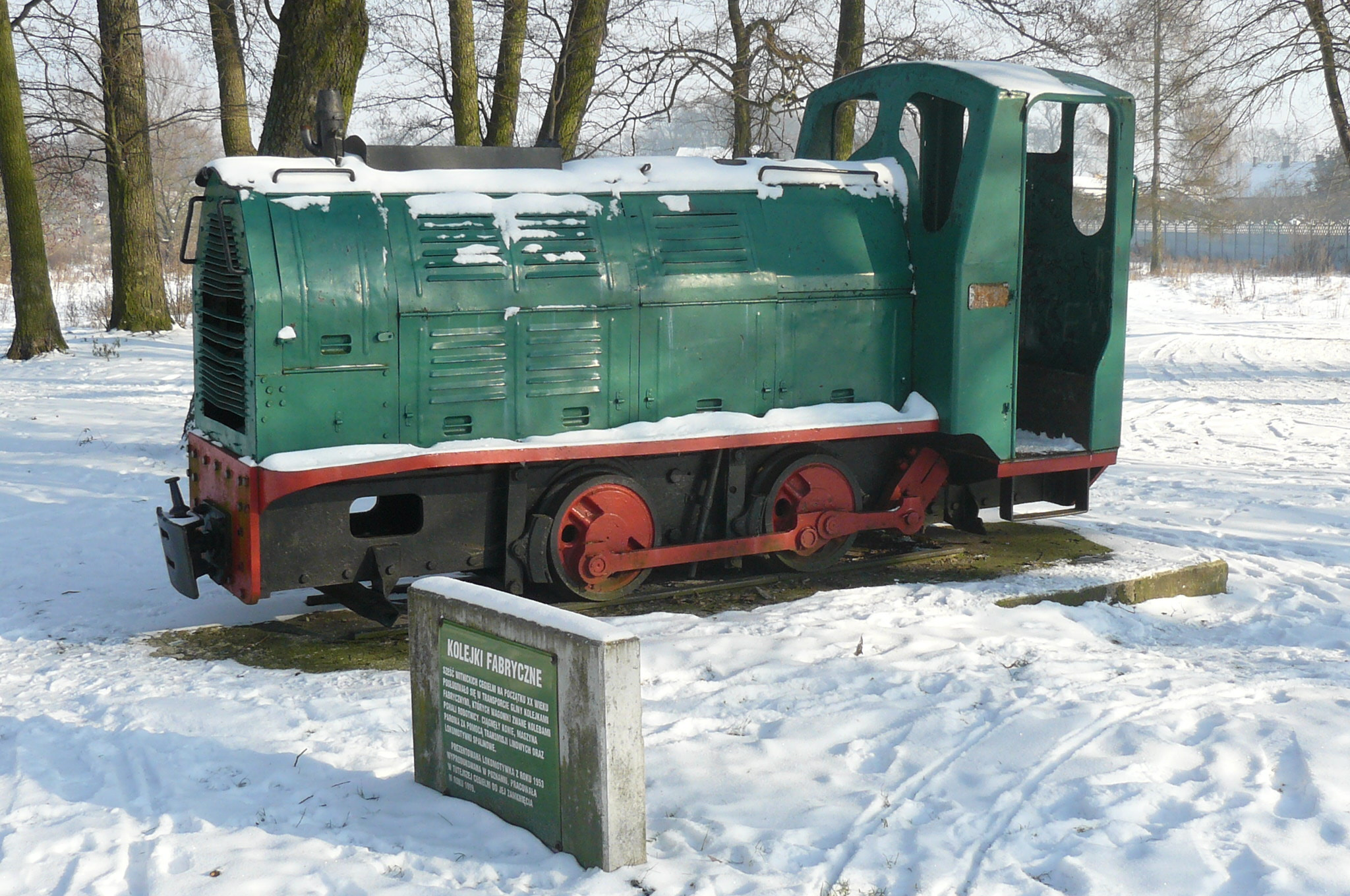
Lokomotywa WLs40 z 1953

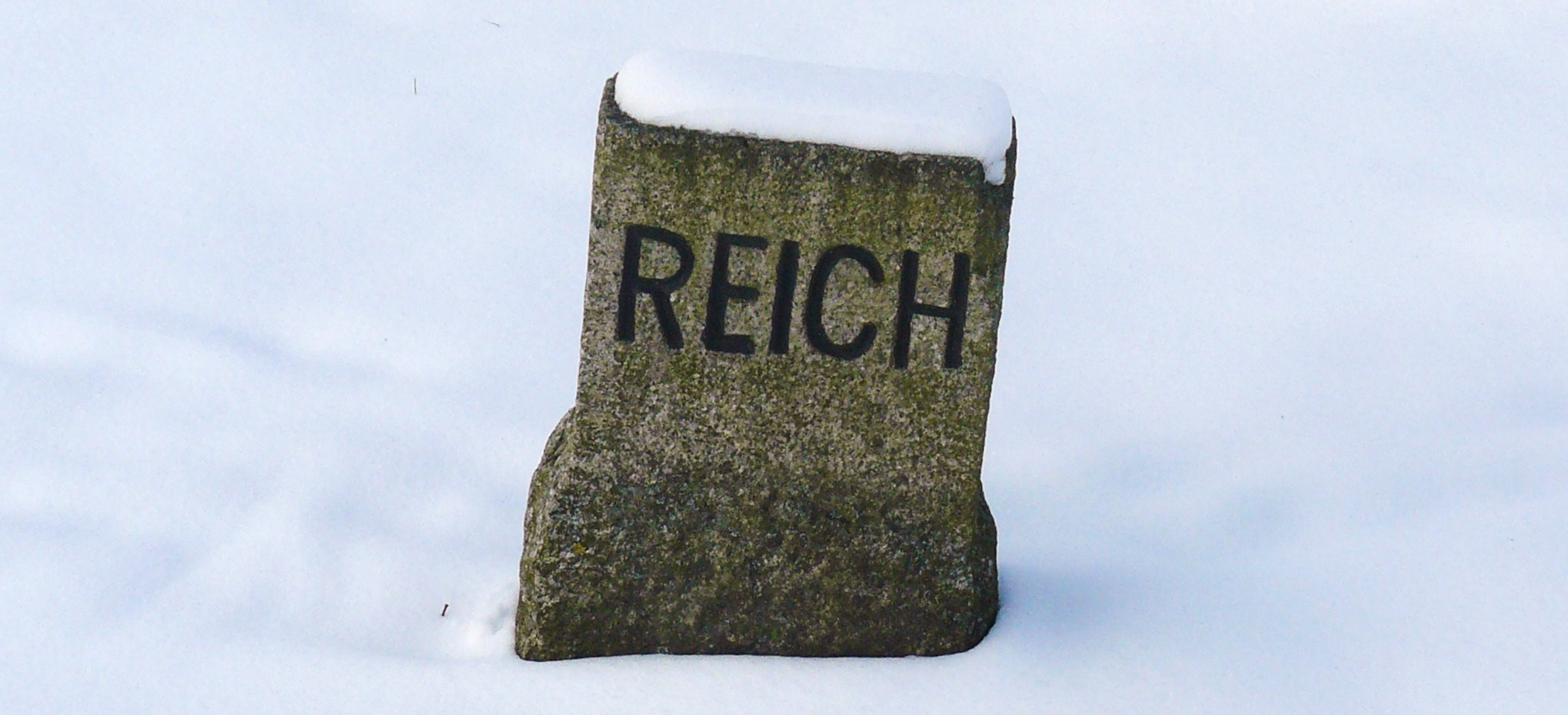
Kamień graniczny sprzed 1945

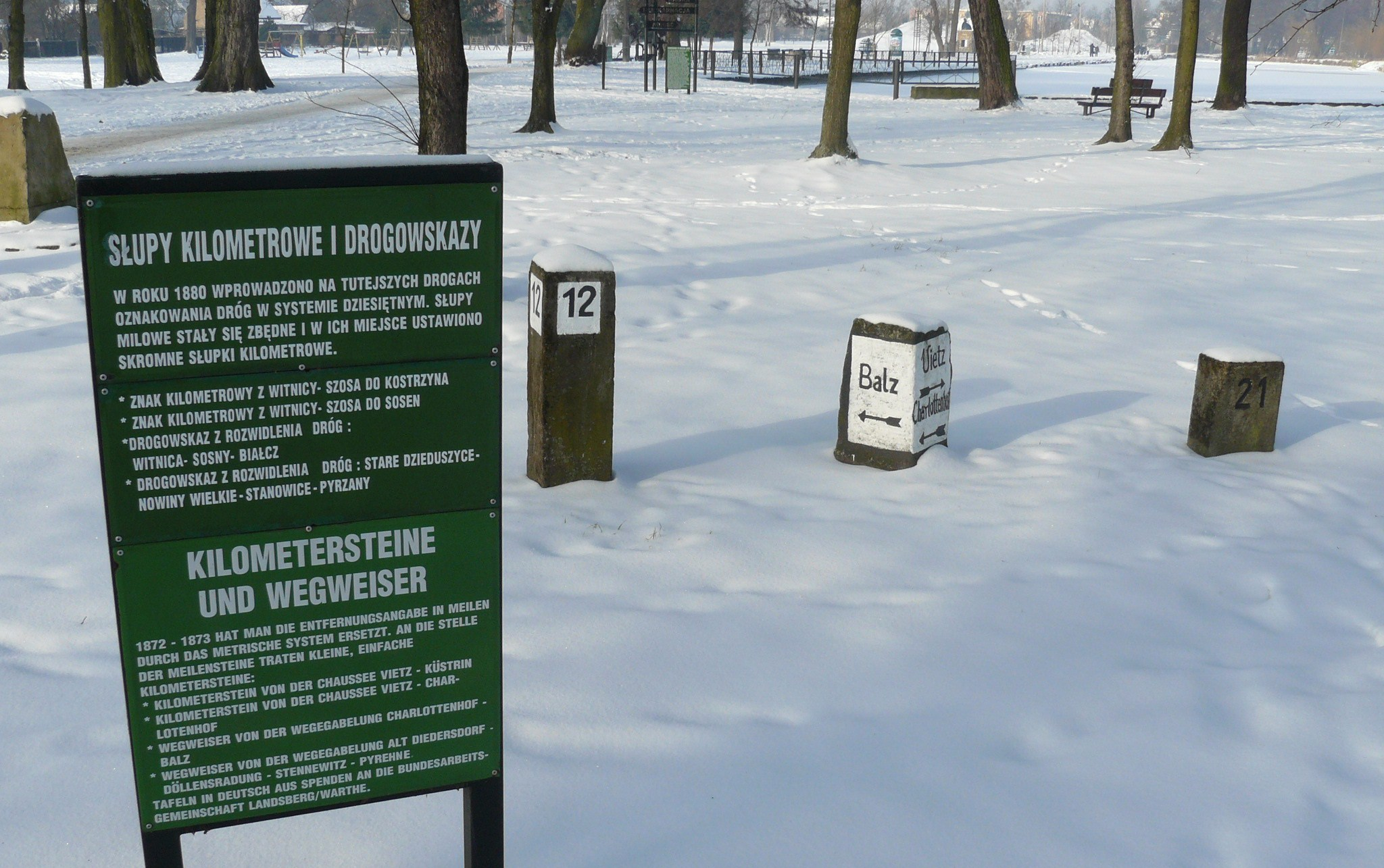
Fragment ekspozycji

Park Drogowskazów i Słupów Milowych Cywilizacji – miejski park tematyczny zlokalizowany w Witnicy przy ul. Stanisława Moniuszki, nad Witną. Powstał w 1995. Koncepcja została nagrodzona w 1994 w ogólnopolskim konkursie Małe Ojczyzny – przeszłość dla przyszłości rozpisanym przez Fundację Kultury i Akademię Małych Ojczyzn.

## Tematyka ekspozycji
Park gromadzi pamiątki związane z szeroko rozumianym rozwojem cywilizacji technicznej, ze szczególnym uwzględnieniem zagadnień drogownictwa i przemysłu. Jest ogólnodostępny (nieogrodzony), pełniąc też rolę parku miejskiego z amfiteatrem. Dzieli się na cztery działy:
- Przestrzeń kultury drogi,
- Przestrzeń słupów milowych cywilizacji,
- Przestrzeń refleksji,
- Przestrzeń fantazji[2].

Obiekty zgromadzone w ekspozycji są szczegółowo opisane i wiążą się przede wszystkim z historią ziemi lubuskiej i Brandenburgii. Pomysłodawcą utworzenia skansenu był prezes Towarzystwa Przyjaciół Witnicy – Zbigniew Czarnuch.

## Zbiory
- pomnik w formie trzech masztów flagowych z datami: 1261 (pierwsza wzmianka o istnieniu wsi Witze), 1935 (uzyskanie praw miejskich przez Witnicę), 1945 (włączenie do Polski i zmiana nazwy z Vietz (Ostbahn) na obecną),
- drewniana konstrukcja do ujarzmiania narowistych koni podczas podkuwania z jednej z witnickich kuźni,
- płyty lotniska w Białczyku zbudowanego w 1945 (pierwszy samolot wylądował na podwitnickich polach w 1912),
- lokomotywa wąskotorowa typu WLs40 (ZNTK Poznań) z 1953 (do 1999 pracowała w jednej z sześciu witnickich cegielni),
- kopie płaskorzeźb z warszawskiego pomnika Budowy Szosy Brzeskiej (dar prezydenta Warszawy – Hanny Gronkiewicz-Waltz z grudnia 2009, przekazany przez stołecznego konserwatora zabytków – Ewę Nekandę-Trepkę, wykonane z aluminium przez firmę Ryszarda Sucheckiego z Sosen),
- słup graniczny województwa gorzowskiego (1975–1998) z drogi Poznań – Gorzów,
- kamień ćwierćmilowy z szosy Słubice – Krosno Odrzańskie,
- podstawa słupa milowego z drogi Kostrzyn – Skwierzyna – Poznań,
- znaki kilometrowe z okolic Witnicy (w 1880 zrezygnowano na tych terenach z oznakowań milowych),
- drogowskazy z rozwidleń dróg koło Witnicy (dziesiętne),
- tzw. Głowa Turka – kopia nieistniejącego obecnie drogowskazu z okolic Seelow (początek XX wieku),
- kopia żeliwnego słupa granicznego joannitów z okolic Templewa (oryginał znaleziony w 1876 znajduje się w Berlinie),
- nietypowy znak drogowy Uwaga, bociany (znak ustawiony pierwotnie przed Urzędem Gminy w Słońsku dla ochrony interesantów przed ptasimi odchodami – usunięty z uwagi na niezgodność z przepisami drogowymi; dar Urzędu Gminy Słońsk),
- zbiór pamiątek pod wspólnym tytułem Droga donikąd, obrazujących podziały w Europie w czasie II wojny światowej, przed nią i w okresie zimnej wojny: zapory przeciwpancerne z okolic Gorzowa, kolczatka z przejścia granicznego w Kostrzynie nad Odrą (usunięta w 2007), kamień z poligonu saperskiego w Kostrzynie, tablica ze szkoły im. Feliksa Dzierżyńskiego w Witnicy, tablica z zakazem fotografowania, kamień ku czci III Rzeszy postawiony we własnym parku przez właściciela witnickiej cegielni, międzywojenny kamień graniczny z okolic Międzyrzecza, niemiecki bunkier wartowniczy ze stacji kolejowej w Gorzowie, słupy graniczne z Kostrzynia i fragment Muru Berlińskiego (dar tamtejszych władz miejskich),
- oznakowania działów leśnych: z Żabic, Skwierzyny, Kamienia Wielkiego, Templewa, Kiełpina, Sosen i Bogdańca,
- leśny kamień graniczny z dóbr rodu von Waldow und Reitzenstein z okolic Rudnicy,
- kamień graniczny kopalni węgla brunatnego Victor IV z Lubna,
- słupy milowe poczty pruskiej (kopie i oryginały) z szosy Zielona Góra – Krosno Odrzańskie, z okolic Kamienia Małego i z okolic Witnicy (trakt pocztowy Kostrzyn – Gorzów utwardzono w latach 1823–1825),
- kopia konińskiego słupa drogowego komesa Piotra z 1151 – dar wojewody gorzowskiego,
- żeliwne odbojniki z parku w Dąbroszynie w kształcie lufy armatniej i głowy rycerza,
- semafor kształtowy ze stacji kolejowej Kostrzyn nad Odrą – dar PKP,
- rozdrabniarka z witnickiego browaru rodziny Handtke,
- kołogniot do gliny z fabryki kafli w Witnicy zlikwidowanej w 1992,
- waga zbożowa z Państwowych Zakładów Zbożowych w Witnicy[3].